# 韋基舜
韋基舜，SBS（1933年—），香港商人及體育界人士，祖籍是廣東省佛山市三水區； 曾任《天天日報》社長，以及擔任多個體育組織主席等職位，有「韋八少」及「韋翁」稱號。

## 簡歷
韋基舜出身富裕家族，家族的二天堂藥廠經營製藥業務。他早年就讀西南中學幼稚園部、香港真光中學小學部、嶺南小學、香港培正小學、澳門嶺南中學小學部（當時改稱澳門嶺分中學）、仿林中學、香港華仁書院，1950年畢業於香港培正中學，同年準備負笈美國之前，曾在入讀當時校舍位於灣仔聖佛蘭士街的新法書院上午校，為時數個月。後於美國百蘭尼大學取得經濟碩士學位，大學畢業後於1956年從美國返港。其家族開設的二天堂印務，因印刷機未盡其用，決定出版報紙。1960年，韋基舜的兄長韋基澤創辦《天天日報》及《南華晚報》，並由韋基舜擔任社長。當時《天天日報》號稱為全世界首份彩色柯式印刷的報紙，曾經有不錯的銷量。1977年，韋氏家族以160萬港元把《天天日報》售予劉天就。
他又曾在1978年，參演佳藝電視劇集《名流情史》，飾演男主角「孫達生」，但因為其演技木無表情，卻被觀眾謔稱為「港版三木武夫」。1980年代末，出任香港電台電視部節目《城市論壇》主持。

## 體育
韋基舜熱心於體育事務，1956年，年僅23歲時已競逐香港籃球總會主席職位，但因與對手同票，經抽籤而落敗，同年出任東方體育會籃球部主任，1958年則出任香港乒乓球總會及東華體育會主席。同年在香港電台擔任1958年亞運會乒乓球賽評述員。近年他亦擔任香港足球總會副會長。
他對拳擊尤其熱愛，1963年至1964年出任香港拳擊總會主席。1960至1970年代期間亦曾擔任多屆香港節體育項目委員會主席。1969年成立的香港中國國術總會任首席顧問。他又曾多次擔任電視體育節目，包括奧運會等的主持人。2001年他亦曾任支持足球博彩合法化同盟召集人。

1959年韦基舜与其爱狗

## 公職
韋基舜歷任港區全國人大代表、全國政協委員，亦曾任香港特別行政區第一屆政府推選委員會委員，選出第一任行政長官和臨時立法會。

## 寫作
近年他在多份香港報章雜誌撰寫專欄，內容主要為香港歷史掌故，如《成報》的《吾土吾情》。作品結集成多本作品。他亦曾因香港歷史相關問題，多次與其他歷史學者以至古物古蹟辦事處爆發筆戰，如他曾力證孫中山先生曾被香港殖民地政府拘禁於域多利道扣押中心，並曾被驅逐出境；又認為把甘棠第改裝成為孫中山博物館是「不尊重歷史之舉」。

## 作品
- 《匠心錄》
- 《都市傳奇人》
- 《邁向九七》
- 《吾土吾情》
- 《韋基舜精解黃大仙百籤》
- 《掌故筆記》
- 《掌故筆記(2)當年淺談》
- 《掌故筆記(3)食得是福》

## 公職
- 東華三院戊戌年（1958年）總理
- 保良局總理
- 香港拳擊總會主席
- 香港乒乓球總會主席
- 東華體育會主席
- 華協會主席
- 香港足球總會副會長
- 香港泰拳理事會永遠榮譽會長

## 榮譽
- 銀紫荊星章 (2002年)

## 電視節目
- 1977年：並無虛言 (香港電台)
- 1978年：對症下藥 (香港電台)
- 1978年：名流情史  飾 孫達生 (佳藝電視)
- 1978年：浣花洗劍錄  飾 木郎君 (麗的電視)
- 1981年：廉政先鋒—富貴浮雲
- 1990年-1996年：城市論壇 (香港電台)

## 電影
- 1982年：薄荷咖啡

## 資料來源
- 韋基舜 體育難騰飛 錯在走彎路 文匯報2005年10月5日
- 作家簡介 （页面存档备份，存于）
- 吾土吾情：全球第一份彩色新聞報紙[] 成報2005年10月5日
- 富貴閒人博覽群書 成報，2005年2月22日
- 韋基舜嘆政府錯配歷史 見證大時代 真相我最知 成報，2005年2月22日
- 勳銜頒授典禮 （页面存档备份，存于） 2002年10月

1. 1 2 3 4 5 6 7  次文化堂. .   [2022-10-28]. （原始内容存档于2022-10-28）.
2. ↑  . 文匯報. 2003-09-04  [2022-10-28]. （原始内容存档于2022-10-28）.
3. ↑  香港培正同學會. .   [2022-03-26]. （原始内容存档于2021-09-17）.
4. ↑  . 亞洲周刊. 2013-01-06  [2019-10-02].[]